# Chloritgruppe

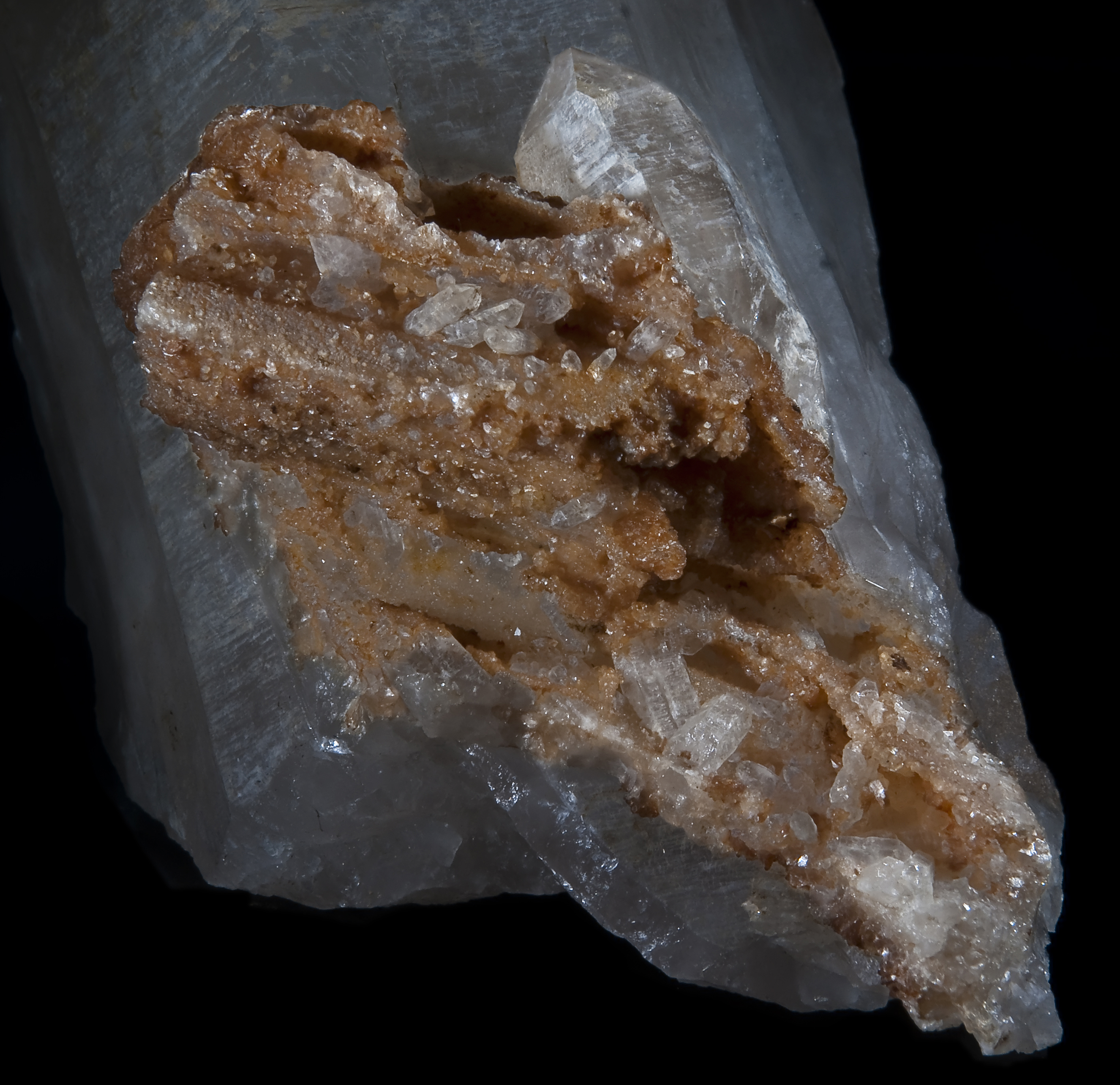
Chlorit: Cookeit auf Quarz

Als Chloritgruppe (kurz Chlorite von griechisch chloros „grün“) wird eine Gruppe von Schichtsilikat-Mineralen aus der Mineralklasse der „Silikate und Germanate“ bezeichnet, deren allgemeine, chemische Zusammensetzung (Fe,Mg,Al,Zn)6(Si,Al)4O10(OH)8 ist.
Die in Klammern stehenden Elemente können sich in beliebiger Mischung vertreten (Substitution, Diadochie), stehen aber immer im selben Verhältnis zu den in den anderen Klammern der Formel aufgezählten Elementen. Chlorit hat eine verhältnismäßig niedrige Härte von 2 bis 3, eine grüne, manchmal auch gelbbraune Farbe und eine weiße Strichfarbe.

## Etymologie und Geschichte
Die magnesiumreiche Chloritgruppe des Talks wurde erstmals 1862 durch Alfred Des Cloizeaux und das Mineral Klinochlor durch William Phipps Blake im Jahr 1851 wissenschaftlich beschrieben.
In besonderen Fällen sind Chloritminerale gesteinsbildende Minerale. Die wissenschaftliche Erstbeschreibung der Chloritgesteine stammt aus dem Jahr 1879 von Alexander Alexandrowitsch Inostranzew (Studien über die metamorphosirten Gesteine im Gouv. Olonetz).

## Klassifikation
Bereits in der veralteten 8. Auflage der Mineralsystematik nach Strunz gehörte die Chloritgruppe zur Mineralklasse der „Silikate und Germanate“ und dort zur Abteilung der „Schichtsilikate (Phyllosilikate)“ (Mit pseudohexagonalen und hexagonalen Schichtstrukturen) mit der System-Nr. VIII/E.09. Die Chloritgruppe ist in die fünf Untergruppen der Dioktaedrischen Chlorite, Talk-Chlorite, Ferro-Chlorite, Ferro-Ferri-Chlorite (Leptochlorite) und Cr-Chlorite unterteilt.
Im zuletzt 2018 überarbeiteten und aktualisierten Lapis-Mineralienverzeichnis nach Stefan Weiß, das sich aus Rücksicht auf private Sammler und institutionelle Sammlungen noch nach dieser alten Form der Systematik von Karl Hugo Strunz richtet, erhielt die Chloritgruppe die System-Nr. VIII/H.23. In der „Lapis-Systematik“ entspricht dies ebenfalls der Abteilung „Schichtsilikate“.
Auch die seit 2001 gültige und von der International Mineralogical Association (IMA) zuletzt 2009 aktualisierte 9. Auflage der Strunz’schen Mineralsystematik ordnet die Chloritgruppe in die Abteilung der „Schichtsilikate“ ein. Diese ist allerdings weiter unterteilt nach der Struktur der Schichten, so dass die Gruppe mit der System-Nr. 9.EC.55 entsprechend dem Aufbau der Gruppenmitglieder Baileychlor, Borocookeit, Chamosit, Cookeit, Donbassit, Franklinfurnaceit, Glagolevit, Gonyerit, Klinochlor, Nimit, Odinit, Orthochamosit (diskreditiert), Pennantit und Sudoit in der Unterabteilung „Schichtsilikate (Phyllosilikate) mit Glimmertafeln, zusammengesetzt aus tetraedrischen und oktaedrischen Netzen“ zu finden ist.
Die vorwiegend im englischen Sprachraum gebräuchliche Systematik der Minerale nach Dana ordnet die Chloritgruppe ebenfalls in die Klasse der „Silikate und Germanate“ und dort in die Abteilung der „Schichtsilikatminerale“ ein. Hier ist sie als „Chloritgruppe (Tri-Dioktaedrisch)“ mit der System-Nr. 71.04.01 und den Mitgliedern Baileychlor, Borocookeit, Chamosit, Cookeit, Donbassit, Klinochlor, Nimit, Pennantit und Sudoit innerhalb der Unterabteilung „Schichtsilikate: Schichten von sechsgliedrigen Ringen, abwechselnd 1:1, 2:1 und oktaedrisch“ zu finden.

## Einzelminerale und Varietäten
Das Eisenendglied der Chlorite wird mit Chamosit, das Magnesiumendglied mit Klinochlor, das Manganendglied mit Pennantit, das Nickelendglied mit Nimit und das Zinkendglied mit Baileychlor bezeichnet.
Zusammensetzung der Chloritgruppen-Minerale im Einzelnen:
- Baileychlor – (Zn,Fe2+,Al,Mg)6(Si,Al)4O10(OH)8
- Borocookeit – LiAl4(Si3B)O10(OH)8
- Chamosit – (Fe2+,Mg,Al,Fe3+)6(Si,Al)4O10(OH,O)8
- Cookeit – (Al,Li)3Al2(Si,Al)4O10(OH)8
- Donbassit – Al2(Si3Al)O10(OH)2·Al2.33(OH)6
- Franklinfurnaceit – Ca2Mn2+3Mn3+Fe3+Zn2Si2O10(OH)8
- Gonyerit – Mn2+5Fe3+(Si3Fe3+O10)(OH)8
- Klinochlor – Mg5Al(AlSi3O10)(OH)8
- Manandonit – Li2Al4(Si2AlB)O10(OH)8
- Nimit – (Ni,Mg,Al)6(Si,Al)4O10(OH)8
- Pennantit – Mn2+5Al(Si3Al)O10(OH)8
- Sudoit – Mg2Al3(Si3Al)O10(OH)8

Folgende Varietäten von Chloritmineralen sind bisher bekannt:
- Rhipidolith gilt entweder als magnesiumreicher Chamosit oder als eisenreicher Klinochlor.[3]
- Delessit ist ebenfalls ein magnesiumreicher Chamosit[6]
- Thuringit gilt als eisenreicher Chamosit (mit Al, Fe3+)[3]

## Kristallstruktur
Chlorite ähneln in Struktur und Zusammensetzung den Glimmern. Sie weisen ähnlich wie die Hell- und Dunkelglimmer Tetraederschichten aus SiO4 und Oktaederschichten aus (Mg,Fe,Al)(OH)6 auf, in einer Periodizität von T-O-T. Zwischen den einzelnen T-O-T Gruppen befindet sich eine zusätzliche Oktaederschicht, statt einer Kationenzwischenschicht wie bei den „normalen“ Glimmern. Dadurch können bevorzugt Mg, Fe und Al (tri- vs. dioktaedrisch) in einer weiteren Oktaederschicht eingebaut werden. Besteht diese Oktaederschicht aus Mg(OH)2, wird sie auch als Brucit-Schicht bezeichnet. Somit variiert der Chemismus der Chlorite von Al-armen (eher trioktaedrischen Schichtsilikaten) zu Al-reichen Chloriten (eher dioktaedrischen Schichtsilikaten).

## Bildung und Fundorte
Chlorit tritt sowohl massiv als auch fein gekörnt auf; auch Kristalle kommen vor, die oft in schuppigen Aggregaten vereinigt sind. Das Mineral findet sich in magmatischen Gesteinen, schwach metamorphosierten Gesteinen, den Chloritschiefern und Chloritfelsgesteinen sowie tonigen Sedimentgesteinen. Ein bekanntes Beispiel ist der Marxgrüner Marmor aus dem Frankenwald.
Ferner sind Glieder der Chloritgruppe, neben Kaolinit, feindisperse Begleitminerale von Bauxitlagerstätten. Das Sudoit und Donbassit tritt in den französischen Bauxitvorkommen der Pyrenäen, vom Gasconade County im US-Bundesstaat Missouri sowie in manchen Lagerstätten Ungarns auf. Weiterhin sind weitere Chloritminerale, wie Klinochlor und Chamosit in anderen Bauxitvorkommen anzutreffen.
Unter dem Mikroskop erscheinen Vertreter der Chloritgruppe meist als Stapel tafeliger bzw. schuppiger Kristalle, wobei die Farbe in Abhängigkeit vom Eisengehalt von farblos über grünlich bis hin zu braun schwanken kann. Der Pleochroismus ist nur schwach ausgeprägt; die Farbe ändert sich daher beim Drehen des Präparats nur wenig. Unter gekreuzten Polarisationsfiltern treten regelmäßig anomale („entenblaue“) Farben auf.

## Verwendung als Rohstoff

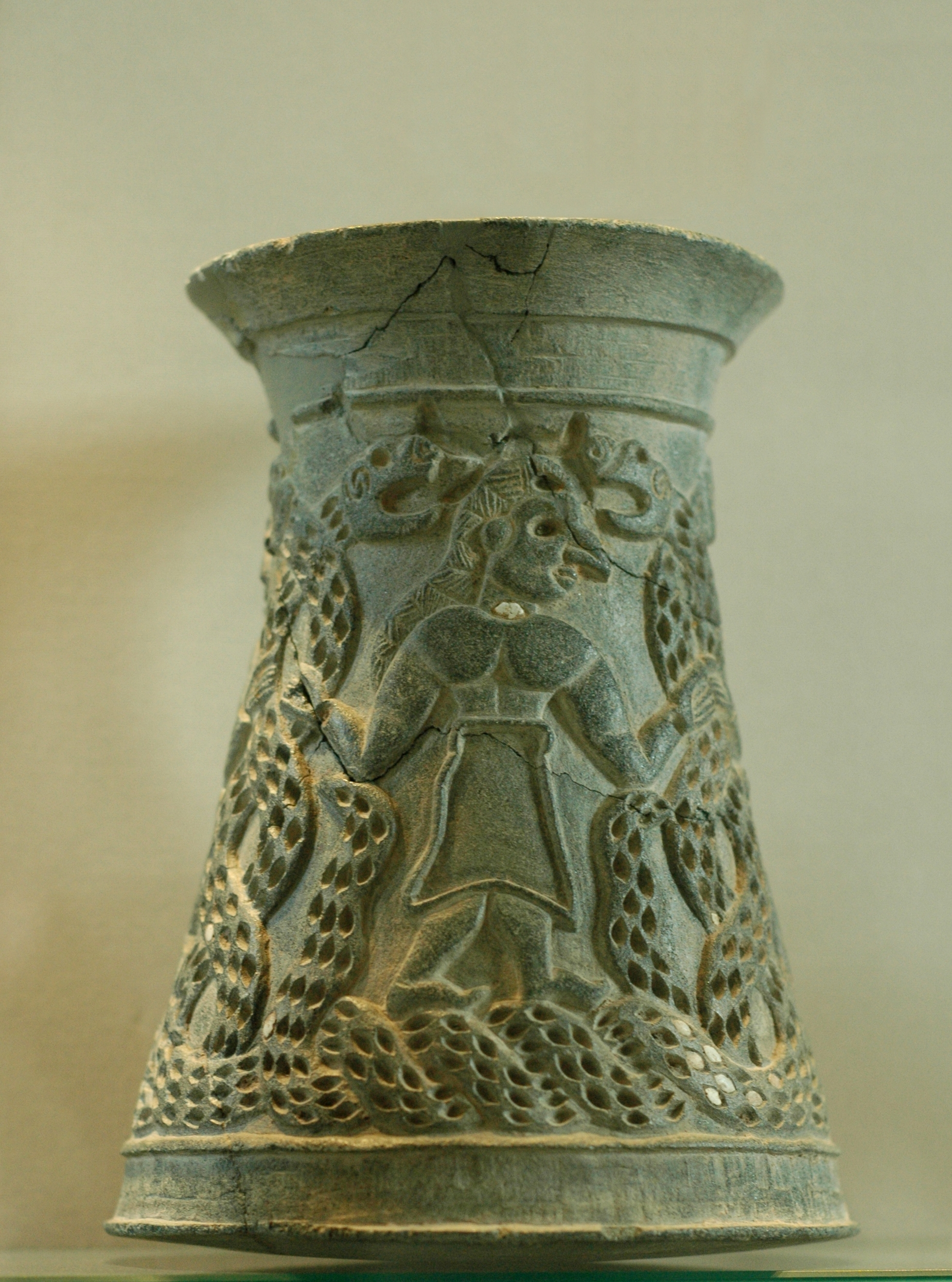
Frühbronzezeitliche Chlorit-Vase mit Darstellung des Herrn der Tiere. Provenienz unbekannt (Jiroft-Kultur, evtl. Tepe Yahya im Südosten Irans)

Auf ein Alter von rund 40.000 Jahren wurden Bruchstücke eines mutmaßlichen Armreifs aus poliertem Chlorit indirekt datiert, die 2008 in der für ihre steinzeitlichen Funde berühmten Denisova-Höhle im Altai-Gebirge entdeckt wurden. Es handelt sich damit um den bislang ältesten bekannten Schmuck aus diesem Material. Ab dem dritten vorchristlichen Jahrtausend sind verzierte Chloritgefäße überliefert. Ein Zentrum für diese frühgeschichtliche Produktion war Tepe Yahya im heutigen Iran, wo Chlorit reichlich zu finden war.
Chamosit und dessen besonders eisenreiche Varietät Thuringit treten als Ooide in Sedimentgesteinen auf, vergesellschaftet mit u. a. Magnetit, Siderit und Calcit. Solche Gesteine werden als Eisenerz abgebaut.